# کشوویش
کشوویش (به لاتین: Koshovicë) یک روستا در آلبانی است.